# Giuseppe Negri
Giuseppe Negri, in arte Nando Pucci Negri (Mortara, 4 gennaio 1936 – Riccione, 31 maggio 1997), è stato un attore e conduttore televisivo italiano.

## Biografia

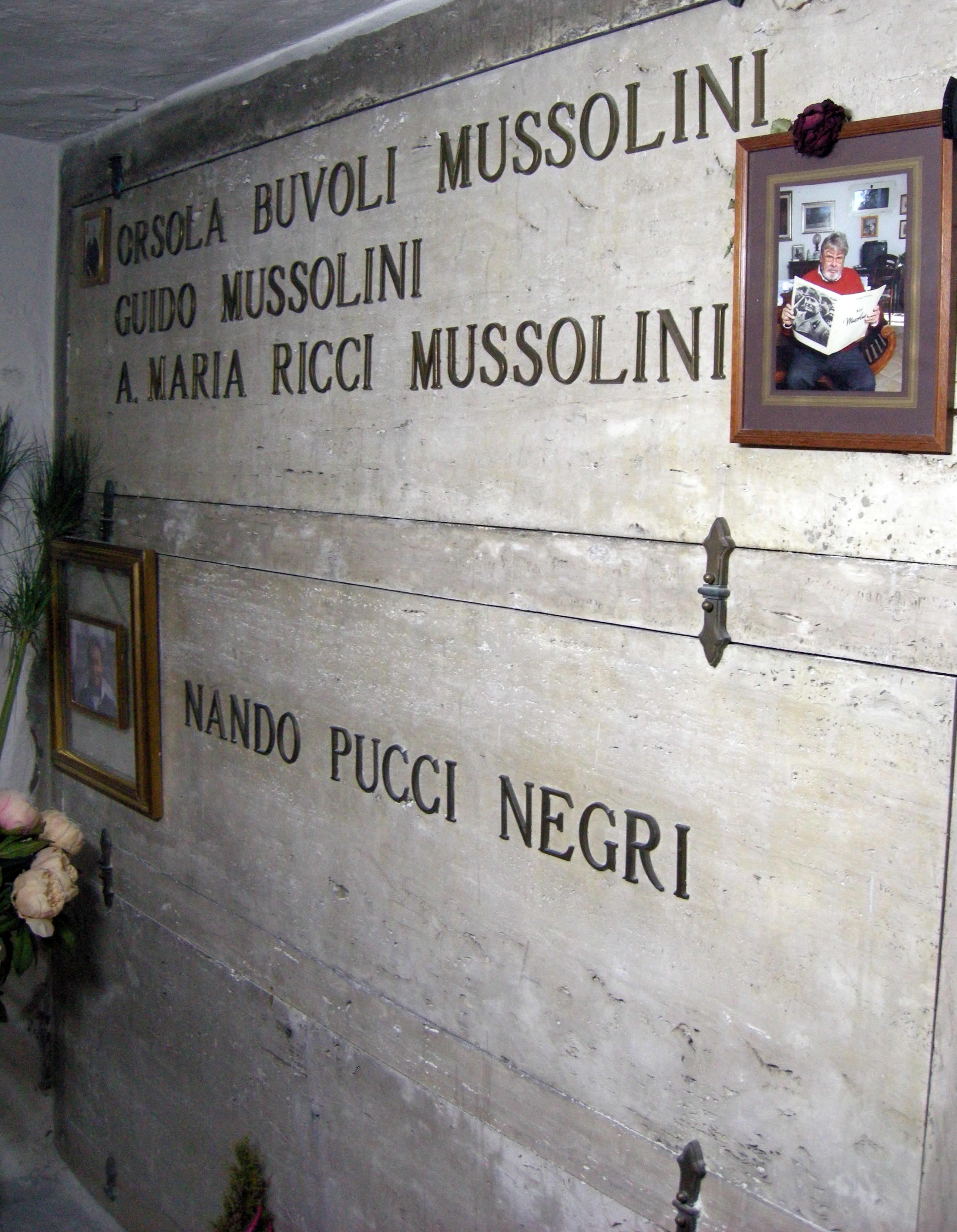
La tomba

Iniziò la carriera nel 1955 come presentatore nei locali da ballo di Milano e durante l'estate nella Riviera ligure.
Nel 1963 venne citato in giudizio dall'imitatore Franco Pucci per l'utilizzo di un nome d'arte troppo simile al suo cognome.
Fu marito di Anna Maria Mussolini, figlia minore di Benito Mussolini, che sposò nel giugno 1960 a Ravenna nella basilica di Sant'Apollinare in Classe; Al matrimonio parteciparono anche tutti i dirigenti del Movimento Sociale Italiano.
Dal matrimonio la coppia ebbe due figlie, Silvia ed Edda (che fu in seguito sindaco di Gemmano e ha scritto alcuni libri sulla nonna materna e sugli zii). Lavorò in seguito per molti anni nelle prime televisioni private, da GBR ad Antenna 3 Lombardia, e fu il presentatore ufficiale dell'AIBES.
Nel marzo 1961 rimase gravemente ferito in un incidente stradale a Galluzzo nei pressi di Firenze e fu ricoverato per quaranta giorni a causa delle ferite e delle fratture e nel 1968 rimase prematuramente vedovo dopo solo otto anni di matrimonio.
Nel 1985 recitò in Ginger e Fred di Federico Fellini nei panni dell'assistente del direttore.
Nel 1996 condusse il programma Viaggio in Italia, per la Rai.
È tumulato nella Cripta Mussolini, presso il Cimitero Monumentale di San Cassiano in Pennino, a Predappio.